# 대한민국 헌법 제3호
대한민국 헌법 제3호(大韓民國憲法第三號)는 대한민국 헌법 제2호가 사사오입 개헌을 통해 일부 조항이 개정된 헌법이다.

## 개헌 과정
1954년 1월 23일, 정부는 일부 경제조항을 자유경제체제적인 조항으로 수정하기 위한 개헌안을 제출하였지만, 3월 9일에 돌연히 철회하였다. 이는 3선개헌을 위한 헌법 개정안을 제출할 때에 함께 이용하고자 한 것이었다.
이후 1954년 5월 20일의 국회의원 선거에서 이승만 대통령이 이끄는 자유당이 다수를 차지하자, 정부는 9월 8일에 초대 대통령에 한하여 3선 제한을 철폐하는 내용을 포함한 개헌안을 제출하였다. 하지만 11월 27일에 국회에서 열린 표결의 결과는 재적의원 203명 중 찬성 135명, 반대 60명, 기권 7명으로 헌법개정에 필요한 3분의 2에 1표가 모자랐으므로 부의장 최순주는 부결되었음을 선포하였다.
그러나 이틀 뒤 재적의원 203명의 3분의 2는 135.333…명인 고로 사사오입, 즉 반올림 시에는 0.3…명은 자연수에 해당하지 않으므로 3분의 2는 135명이라는 논리를 적용하여 부결 선포를 번복하고, 개헌안이 가결되었음을 선포하였다.

## 주요 내용
제2차 헌법개정의 가장 큰 특징은, 헌법 제55조에서 ‘재선에 의하여 1차중임할 수 있다’고 규정한 조항에 대해 부칙에서 ‘이 헌법공포당시의 대통령’은 이 조항의 제한을 적용하지 않는다는 내용, 즉 초대 대통령이자 현직 대통령이었던 이승만에 대해 제한 규정을 적용하지 않는 내용을 포함하고 있었다는 것이다.
또한 주권의 제약이나 국가안위에 대한 중대한 사항의 경우에는 국회에서 가결한 뒤에도 국민투표에 회부토록 하는 것, 국무원에 대한 불신임이 아니라 국무위원에 대한 개별적인 불신임제, 대통령이 궐위하였을 때에 부통령이 승계하도록 한 것, 자유시장경제체제로의 전환, 국무총리제 폐지, 일부 조항(제1조, 제2조, 제7조의 2)의 개정을 막는 조항을 설치한 것, 국민이 헌법개정안을 발안할 수 있도록 한 것 등을 주요 내용으로 한다.

## 문제점
제2차 헌법개정은 수학적 논리를 무리하게 적용하여, 절차상으로 정족수에 미치지 못한 위헌적인 해석 방법을 동원하여 개헌을 추진한 사례이다. 또한 초대 대통령에게만 중임제한을 철폐하는 것은 평등의 원칙에 위배된다는 점에서도 위헌적인 개헌이라고 할 수 있다.

## 참고 자료
- 계희열, 《헌법학 상 (신정 2판)》, 박영사, 2005.
- 김철수, 《한국헌법사》, 대학출판사, 1988.
- 권영설, 〈한국헌법 50년의 발자취〉, 《헌법학연구》 제4집 1호, 1998, pp. 7~28.
- 정만희, 〈한국헌법상 정부형태의 변천〉, 《헌법학연구》, 1997., pp. 199~223.

## 같이 보기
- 사사오입 개헌
- 이승만